# Муди, Зенас Ферри
Зенас Ферри Муди (англ. Zenas Ferry Moody, 27 мая 1832, Гранби, Массачусетс — 14 марта 1917, Сейлем, штат Орегон) — американский политик, 7-й губернатор Орегона в 1882—1887. Член Республиканской партии.

## Ранние годы
Зенас Ферри Муди родился 27 мая 1832 года в Гранби, штат Массачусетс, в семье Томаса Хови и Ханны Ферри. В 1851 году семья иммигрировала на территорию Орегон, путешествуя по маршруту Панамского перешейка.
До переезда в Иллинойс в 1856 году Муди был геодезистом и владельцем магазина в Браунсвилле, штат Орегон. Затем он вернулся в Орегон в 1862 году, и поселился в Те-Далсе. Здесь он открыл универсальный магазин и отвечал за обследование индейской резервации Уматилла. Затем в 1865 году он организовал Транспортную компанию Орегона и Монтаны. Во время своего пребывания в Те-Далсе он был основным поставщиком шерсти из Восточного Орегона.

## Политика
В 1880 году Муди был избран в Палату представителей штата Орегон. Он также был спикером палаты. Затем в 1882 году Муди был избран 7-м губернатором штата Орегон, вступив в должность 13 сентября 1882 года.

## Семья
19 ноября 1853 г. Муди женился в Браунсвилле на Мэри Стивенсон. У них родилось пятеро детей, в том числе Малкольм А. Муди, который будет работать в Конгрессе США, и Ральф Э. Муди, который будет работать в Палате представителей штата Орегон и в качестве помощника генерального прокурора штата Орегон.

## Смерть
Муди умер в Сейлеме 14 марта 1917 года. Был похоронен на кладбище Сейлема.